# Znamię (album)
Znamię – czwarty album studyjny zespołu Ira. Sesja nagraniowa odbyła się na przełomie lipca i sierpnia 1994 roku w warszawskim studiu S-4. Realizację dźwięku i produkcję albumu powierzono Leszkowi Kamińskiemu. Album, jako ostatni z dyskografii zespołu, ukazał się nakładem firmy Top Music, patronat medialny nad płytą sprawowało radio RMF FM. Naczelnym kompozytorem utworów został gitarzysta Piotr Łukaszewski, który w duecie z wokalistą Arturem Gadowskim stworzył większość utworów na płytę. Dodatkowo w formie bonusu na albumie znalazły się dwie nowe wersje utworów „Zostań tu” oraz „Zew krwi”.

## Proces nagrań
W przeciwieństwie do poprzedniej płyty studyjnej zespołu, pt. 1993 rok, album nagrywany był bez pośpiechu. Zespół miał więcej czasu zarówno na przygotowanie kompozycji, jak i tekstów utworów. Utwory zaczęto komponować w czerwcu, a na przełomie lipca i sierpnia były one nagrywane i miksowane w warszawskim studiu S-4. Na płytę trafiło dziewięć premierowych utworów, z czego siedem było autorstwa gitarzysty zespołu, Piotra Łukaszewskiego, jeden skomponowany wspólnie przez basistę zespołu Piotra Sujkę i perkusistę Wojtka Owczarka („Skaza”) oraz jeden autorstwa wszystkich członków grupy („Zakrapiane spotkanie”), którego tekst został wyłoniony drogą konkursową, który zorganizował program Rock Noc.

Nie jest tajemnicą, że płytę 1993 robiliśmy w pośpiechu, a to nie idzie w parze z dobrym samopoczuciem. W przypadku płyty Znamię mieliśmy dużo czasu i na kompozycje i na teksty.

Nagrywanie albumu Znamię było największym wyzwaniem dla wokalisty grupy, Artura Gadowskiego, który musiał zaśpiewać w innej konwencji niż do tej pory.

Nagrywanie tej płyty było największym wyzwaniem właśnie dla Artura. Nie jest dużym problemem grać inaczej na gitarze. Natomiast z głosem to już nie jest takie proste. Zwłaszcza że chcieliśmy aby było słychać że to dalej śpiewa Artur, tylko w trochę innym materiale. Tak jak w utworze Zakrapiane spotkanie zaśpiewał od razu, w innych utworach miał więcej problemów. Musiał śpiewać w tej konwencji, w której nigdy nie śpiewał.

## Brzmienie
Na albumie przeważają cięższe utwory o znacznie bardziej skomplikowanej budowie względem poprzednich dokonań zespołu, momentami zahaczające stylistycznie o hardcore oraz thrash metal. Stylistyka albumu inspirowana była twórczością takich zespołów jak: Rage Against The Machine, Metallica czy Biohazard. Gitarzysta Piotr Łukaszewski do nagrań wykorzystał wzmacniacz Mesa Boogie Dual Rectifier (Rev F), który zakupił w Berlinie jako pierwszy w Polsce wraz z Grzegorzem Skawińskim.

Szukamy nowego brzmienia, myślę że wprowadzi ono sporo zamieszania na naszym rynku. Uderzamy w tym kierunku w jakim Ira jeszcze nigdy nie zmierzała. Jest tu po trochu wszystkiego co dzieje się w muzycznym świecie, zahaczamy nawet o energię Nirvany czy ekspresję Biohazard. To nasza piąta płyta, czas na zmiany. Formuła w której nagraliśmy poprzednie albumy już się wyeksploatowała. Zmieniamy harmonię, dźwięki i fascynację. Nie będzie to szybka muzyka, a raczej nastrojowa.

## Przyjęcie albumu
Premiera płyty nastąpiła 1 września 1994 roku podczas koncertu grupy w warszawskim klubie „Stodoła”. Był to ostatni album zespołu który ukazał się nakładem wytwórni Top Music, natomiast patronat medialny nad płytą sprawowało RMF FM.
Płyta ta była wielkim zaskoczeniem dla branży muzycznej, jak i samych fanów. Album nie wszystkim fanom przypadł do gustu i przyczynił się do spadku zainteresowania zespołem, który po wydaniu dwóch poprzednich albumów studyjnych – Mój dom i 1993 rok – był na szczycie popularności. Mimo to utwory z tej płyty były dość często grane na koncertach grupy oraz w aranżacjach akustycznych.
Od chwili reaktywacji grupy pod koniec 2001 roku utwory są bardzo rzadko grane na koncertach. W 2002 album doczekał się swej reedycji, podobnie jak płyty Mój dom oraz 1993 rok wydała go firma „Andromeda”.

## Trasa koncertowa
Trasa koncertowa promująca album odbyła się na przełomie września i października 1994 roku. Zespół zaprezentował się zarówno w mniejszych, jak i większych miastach kraju. Podczas trasy, we wrześniu, zespół wystąpił na koncercie z okazji X-lecia istnienia rockowej grupy Piersi jako gość specjalny. Koncert odbył się w Niemodlinie. Zespół zaprezentował się także na koncercie „Rewelacje 94”, który się odbył we Wrocławiu. Podczas trasy, zespół grał także dużo koncertów akustycznych, gdzie w zmienionych aranżacjach grał utwory z poprzednich płyt, podczas jednego z takich koncertów powstał teledysk do utworu Na zawsze. Mimo to trasa nie cieszyła się już tak wielkim powodzeniem jak te z 1991, 1992 oraz 1993 roku, głównie ze względu na zmianę brzmienia na najnowszej płycie. Łącznie w 1994 roku, grupa zagrała 76 koncertów w całym kraju.
Piotr Łukaszewski o płycie „Znamię”:

„Potrzebowaliśmy tej płyty dla siebie. Dlatego jest na niej tyle buntu, żalu i ogromnej pretensji.

”

„Po latach pozornej beztroski mieliśmy ochotę zrobić coś, co będzie niekomercyjne. (...) Byliśmy bardzo spięci przed tą płytą, ryzykowaliśmy bardzo dużo, wiedząc, że to jest muzyka, która nie sprzeda się od razu. I te emocje czuć na płycie. Czuć niepewność, tak jakby zespół zaczynał od nowa.”

Kuba Płucisz o płycie „Znamię”:

Najnowsza płyta już nie powstawała w takim biegu. Ale sporo utworów powstało późno, bo pojawiały się nowe pomysły, które wypierały stare. Nic nie było wcześniej grane na koncertach...Znamię to utwór dedykowany branży rockowej. Także każdy z pozostałych tekstów dotyczy jakiegoś problemu...Nagrywając Mój dom byliśmy mimo wszystko pełni optymizmu. Ale po tych kilku latach nic się nie zmieniło, ludzie są potwornie biedni. To też trzeba zauważyć.

## Twórcy
Ira
- Artur Gadowski – śpiew, chór
- Wojtek Owczarek – perkusja
- Piotr Sujka – gitara basowa, chór
- Kuba Płucisz – gitara rytmiczna
- Piotr Łukaszewski – gitara prowadząca

Muzycy sesyjni
- Dariusz Sadoś – chór – (6)
- Grzegorz Zamorski – chór – (6)
- Maciej Świtoński – instrumenty klawiszowe – orkiestra smyczkowa – (4)

Produkcja
- Nagrywany oraz miksowany: lipiec – sierpień w Studio S-4 w Warszawie
- Producent muzyczny: Leszek Kamiński
- Realizator nagrań: Leszek Kamiński
- Kierownik Produkcji: Elżbieta Pobiedzińska
- Aranżacja: Piotr Łukaszewski, Wojtek Owczarek, Piotr Sujka
- Teksty piosenek: Artur Gadowski, Piotr Łukaszewski, Kuba Płucisz
- Skład komputerowy okładki: Sławomir Szewczyk
- Płaskorzeźbę na okładkę wykonał: Rafał Gadowski
- Zdjęcia wykonali: Dariusz Majewski i Andrzej Stachura
- Sponsor zespołu: Mustang Poland
- Wytwórnia: Top Music

## Lista utworów
1. „Znamię” (P. Łukaszewski – P. Łukaszewski) – 4:05
2. „Zmienić siebie” (P. Łukaszewski – A. Gadowski) – 4:00
3. „Nie wierzę” (P. Łukaszewski – A. Gadowski) – 4:17
4. „Na zawsze” (P. Łukaszewski – A. Gadowski) – 5:41
5. „Strach” (P. Łukaszewski – A. Gadowski) –3:29
6. „Wojna” (P. Łukaszewski – A. Gadowski) – 3:28
7. „Skaza” (W. Owczarek/P. Sujka – A. Gadowski) – 3:18
8. „Zakrapiane spotkanie” (Kompozycja zespołu – autor tekstu nieznany) – 3:37
9. „Słowa” (P. Łukaszewski – A. Gadowski) – 2:25
10. „Zostań tu” – Live 93 – (K. Płucisz – A. Gadowski) – 4:13
11. „Zew krwi” – Live 93 – (K. Płucisz – A. Gadowski) – 2:58

- (W nawiasie wymienieni są twórcy utworów)

## Wydania albumu

### Płyta kompaktowa
| Kraj wydania | Wydawca       | Rok wydania | Numer katalogowy | Opis albumu                                                                          |
| ------------ | ------------- | ----------- | ---------------- | ------------------------------------------------------------------------------------ |
| Polska       | Top Music     | 1994        | TCD 0016         | Oryginalne wydanie, wydane 1 września 1994 roku, przez firmę Top Music               |
| Polska       | Starling S.A. | 1995        | ?                | Reedycja albumu wydana przez firmę Starling S.A w 1995 roku                          |
| Polska       | Andromeda     | 2002        | CD 0982          | Reedycja wydana przez firmę Andromeda w 2002 roku. Zawiera drobne błędy w książeczce |

## Certyfikat
- Złota płyta – przyznana grupie w listopadzie 1994 roku, czyli dwa miesiące po premierze płyty.

## Sprzęt
Kuba Płucisz:
- Hamer Californien Elite
- Larrvee
- Dual Rectifier Solo Head
- Rectifier Cabinets
- Ernie Ball Dr

Piotr Łukaszewski:
- Fender Strato 82
- Fender Stratocaster „Richie Sambora Model”
- Dual Rectifier Solo Head
- Rectifier Cabinets
- V-Twin Fuzz-Box Pre Amp2/90 Power Amp

Piotr Sujka:
- Music Man-String Roy 5 Chandler Precision Bass
- 400 Plus Bass Head
- Powe House 1000 Bass System Speaker
- Ernie Ball Dr

Wojtek Owczarek:
- Yamaha Rock Tour Custom
- Zildjian Cymbals
- Remo Drum Heads
- Remo Snare Drum